# Atlas (kartografie)

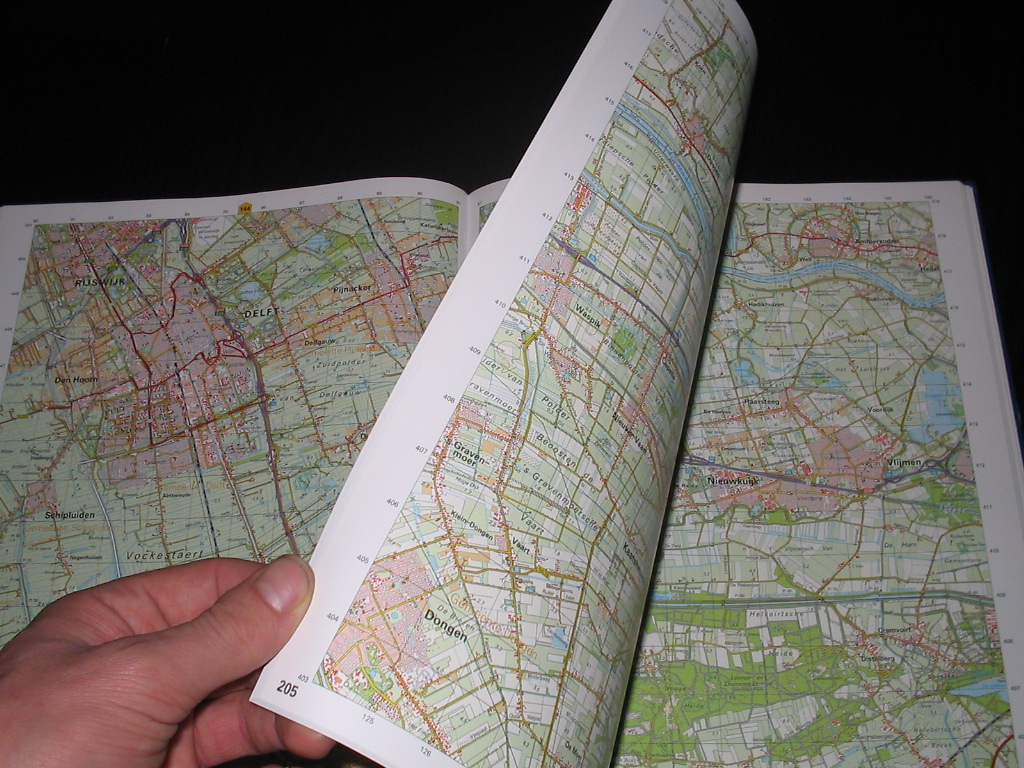
Atlas

Atlas je soubor map spojených účelem, tematikou, měřítkem nebo měřítkovou řadou, generalizací a dalšími systémovými hledisky, zpracovaný koncepčně kartograficky a polygraficky jako jednotné dílo. Právě jednotností díla se odlišuje od prostého souboru map.

## Dělení atlasů
Základní členění atlasů:
- podle obsahu (geografické, topografické, fotoatlasy, apod.)
- podle zobrazovaného území (atlasy světa, kontinentů, národní atlasy, atlasy planet, apod.)
- podle velikosti (formátu)
- podle podoby výstupu (tištěné a digitální)
- podle znázorňovaného období (aktuální, dějepisné)

## Historie atlasů

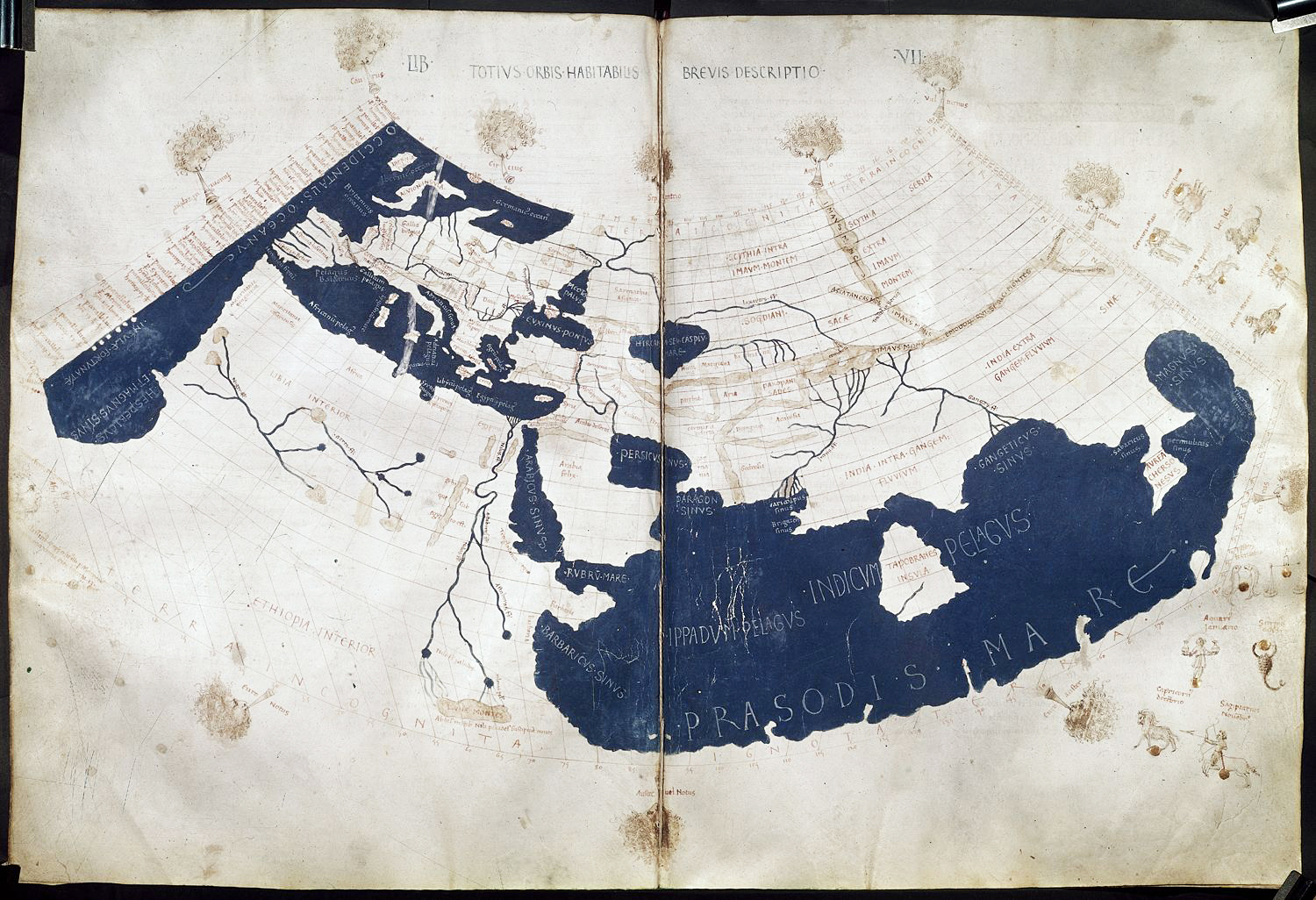
Ptolemaiova mapa světa (asi 150, Geographia).

### Svět antiky
První atlasy začaly vznikat v době největšího rozmachu Římské říše na sklonku 1. století našeho letopočtu v Alexandrii. Nejvýznamnějším autorem map a atlasů té doby byl kartograf, matematik a astronom Klaudios Ptolemaios, který vytvořil nejstarší do dnešní doby dochovaný zeměpisný atlas. Tento atlas byl součástí obsáhlého spisu Geografiké hyfégésis. Všechny mapy tohoto atlasu mají severní orientaci a jde o obecně zeměpisné mapy.

### Islámský svět
Ačkoliv islámští kartografové se postarali o velký rozvoj kartografie, tvorba atlasů nepatřila mezi jejich priority. Nejstarší islámský atlas, který se dochoval do dnešních dob, pochází z 8. století a obsahuje 21 map tehdy známého světa obývaného muslimy. Jeho autorem je pravděpodobně al-Balchi. Nejvýznamnější kartograf islámského světa al-Idrisi se pravděpodobně rovněž zabýval i tvorbou atlasů, věrohodné důkazy však neexistují.

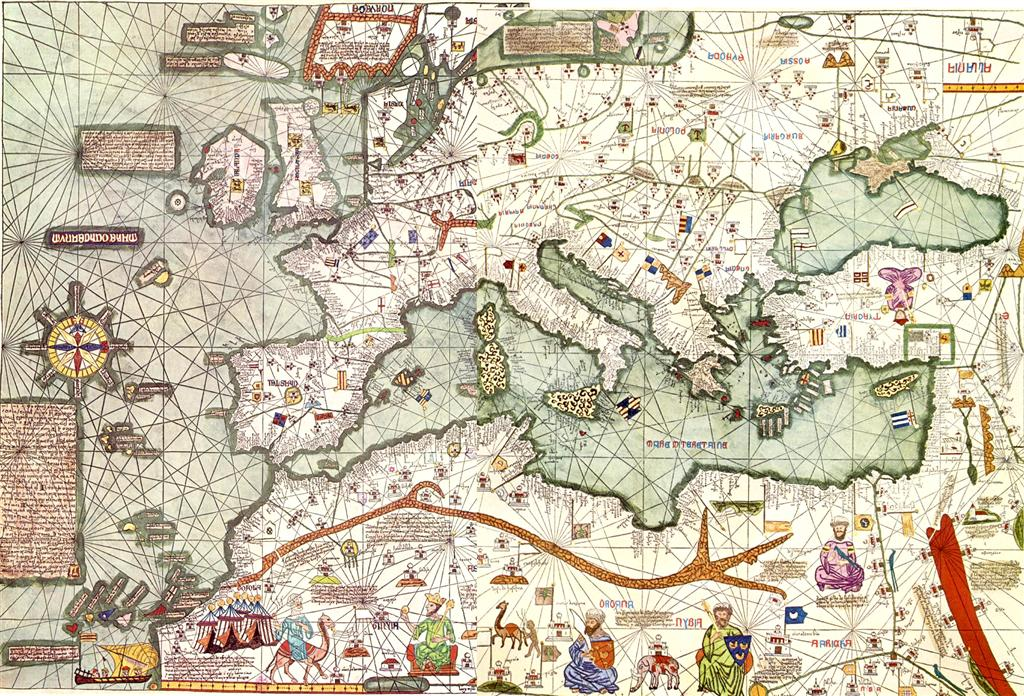
Katalánský atlas je ukázkou portolánových map

### Středověk
V období středověku zaznamenala kartografie úpadek následkem feudální rozdrobenosti a scholastického zaměření církve. Obnova tvorby map začala s rozvojem námořní plavby především v Itálii. Vznikají tzv. portulánové mapy, které se skládaly z relativně úzkých a dlouhých pásů pobřežních oblastí. Z těchto map postupně vznikaly první tematické atlasy, např. Medicejský atlas z roku 1351. V Katalánském atlase, který vznikl kolem roku 1375 na Mallorce je poprvé vyobrazena i Praha, Labe a Vltava. Autorem je pravděpodobně Abraham Cresques.
Objevem knihtisku byla zdokonalena i tvorba map a atlasů a v Itálii a Španělsku začaly vznikat první manufaktury zaměřené na kartografickou tvorbu. Jednou z nejvýznamnějších byla manufaktura benátčana Battisty Agnese, ve které bylo v polovině 16. století vyrobeno přes 80 atlasů, především portulánových. Na jednom z nich je poprvé vyobrazen Atlas, bájný Titán, jak podpírá globus. Jedná se o první spojení Atlanta se zeměpisným atlasem a na základě tohoto obrazu získal zeměpisný atlas své označení.

### Období renesance

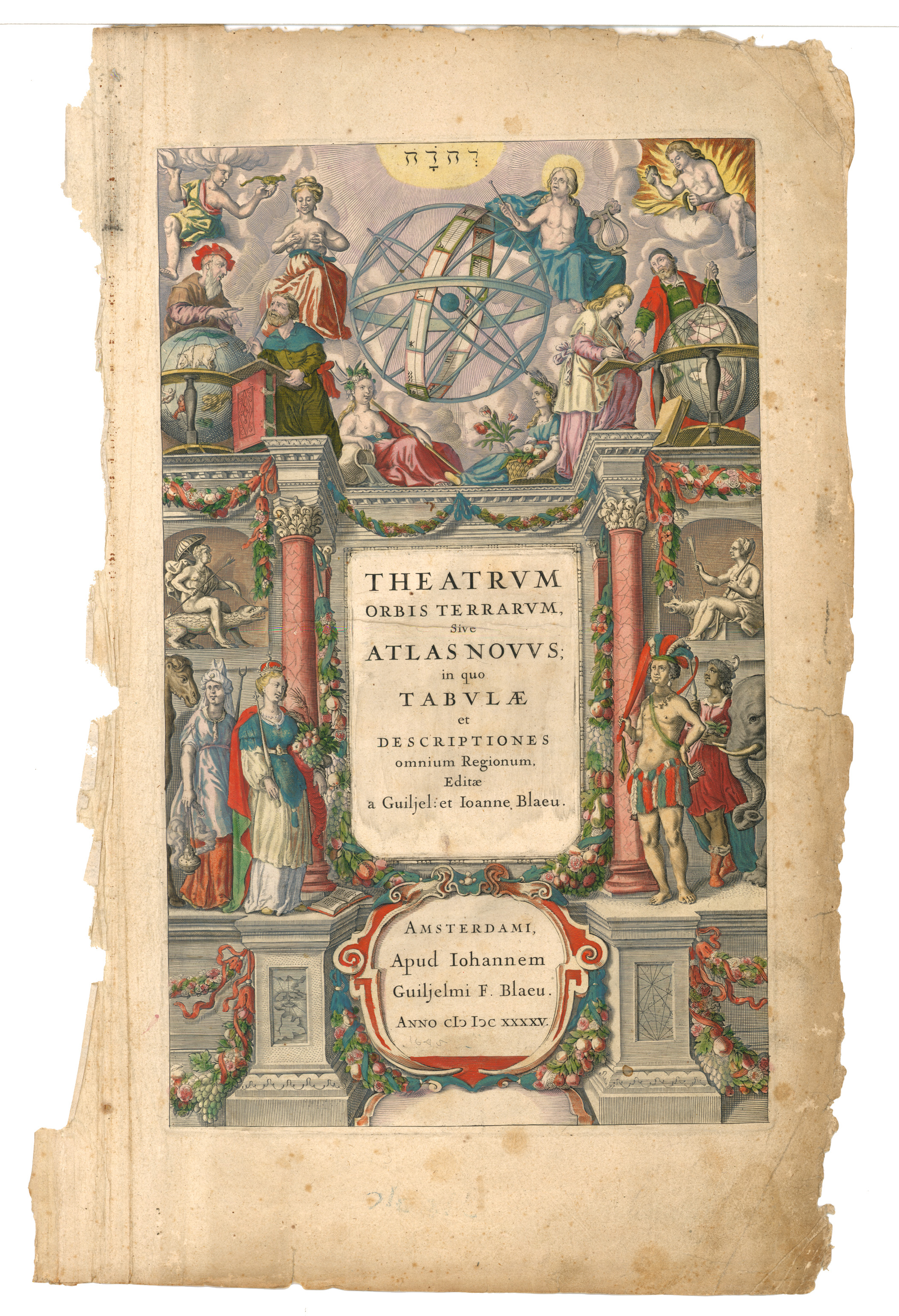
Titulní strana Atlasu Novus od Willema Blaeua

Na konci 16. století se přesouvá mapová tvorba do Nizozemí. O rozvoj kartografie se postaraly nejen nové metody tisku, ale především zámořské objevy. V této době vznikaly tzv. Velké atlasy, které dodnes patří ke klenotům kartografické tvorby. Prvním tvůrcem těchto atlasů byl holandský obchodník Abraham Ortelius, který sestavil z různých map různých autorů první atlas v dnešním slova smyslu. Tento atlas vyšel roku 1570 v Antverpách pod názvem Theatrum orbis terrarum. Atlas obsahoval 70 map na 53 listech a seznam autorů těchto map. Atlas se dočkal několika reedicí, z nichž poslední vyšla roku 1612 a obsahovala již 128 obecně zeměpisných map a 38 map historických, které vyšly i samostatně. Jednalo se tedy o první dějepisný atlas.

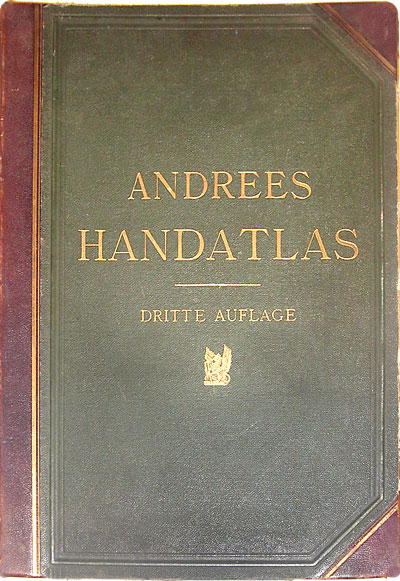
Andrees Allgemeiner Handatlas z konce 19. století

Asi nejslavnějším kartografem té doby byl Gerhard Mercator. Jeho celoživotní dílo vyšlo pod názvem Atlas sive cosmographicae meditationes de fabrica mundi et fabricati figura (Atlas neboli kosmografické úvahy o vzniku světa a o podobě, které tím nabyl). Zde byl poprvé v názvu použit pojem atlas.
Dalšími tvůrci atlasů té doby byli Jodocus Hondius, Jan Janssonius a Willem Blaeu, původním jménem Willem Janszoon. Jeho synové po Blaeuově smrti vydali superatlas, který obsahoval 2115 mapových listů a vyšel v 46 svazcích a v několika jazykových mutacích.

### 18. a 19. století
Tvorba atlasů se postupně stává nedělitelnou součástí kartografické tvorby. Vznikají první atlasy jednotlivých zemí, tematické atlasy a atlasy pro školy. Do popředí atlasové tvorby se dostávají ruští kartografové, především autor Atlasu vserossijsoj imperii Ivan Kirilov, nebo Michail Lomonosov, který vydal Atlas Rossijskoj. Dále se do popředí dostává i německá a francouzská kartografie. První národní atlas vyšel roku 1899 ve Finsku.

## Současnost
V dnešní době se tvorbou atlasů zabývají prakticky všechna významná kartografická nakladatelství. Asi nejčastějším produktem je autoatlas. Velký rozvoj zažívají digitální atlasy, které v polovině 90. let 20. století byly publikovány nejprve na CD-ROM, později i DVD. V dnešní době tuto úlohu převzal především internet na kterém můžete narazit jak na jednoduché obrázky, tak na interaktivní aplikace.